# Чайлдерс, Роберт Цезарь
Роберт Цезарь Чайлдерс (англ. Robert Caesar Childers; 1838 — 25 июля 1876) — британский востоковед, составитель первого англо-палийского словаря.

## Биография
Родился в городе Ницца. Изучал иврит в Оксфорде в Вадхам колледже (Wadham College). Женился на ирландской девушке Анне Бартон. Во время работы на Шри Ланке изучал сингальский язык и язык пали. В 1869 году впервые публикует в Британии палийские тексты. В 1872—1875 публикует первый англо-палийский словарь. Становится первым профессором буддийской литературы и языка пали Университетского колледжа Лондона. Сын — Роберт Эрскин Чайлдерс, стал одним из лидеров ирландских националистов, казнён во время гражданской войны в Ирландии в 1922 году. Внук — Эрскин Гамильтон Чайлдерс, стал четвёртым президентом Ирландии.
Роберт Чайлдерс похоронен на одном кладбище с Карлом Марксом и Майклом Фарадеем в Лондоне (см. Хайгейт).